# 田所陽向
田所 陽向（たどころ ひなた、1992年10月16日 - ）は、日本の男性声優。東京都出身。81プロデュース所属。

## 略歴
アミューズメントメディア総合学院声優タレント学科2年時に『フェアリーフェンサー エフ』のモブを担当。2014年度にアミューズメントメディア総合学院を卒業。2015年4月11日より、81プロデュースに所属する。

## 人物
趣味・特技はスノーボード、ゲーム、バスケットボール。幼少期は外で遊ぶことが好きなバスケ少年であり、学生時代はバスケットボール部だったため、夏休みは毎日公園に行きバスケットボールの練習をしていたという。

## 出演
太字はメインキャラクター。

### 劇場アニメ
2016年
- 弱虫ペダル SPARE BIKE（観客）

2019年
- 空の青さを知る人よ

2020年
- 劇場版 SHIROBAKO（ヘルシーファイターズ男性ファイター）

2021年
- 劇場版 呪術廻戦 0（呪術師）

2022年
- 映画 オッドタクシー イン・ザ・ウッズ
- 劇場版 からかい上手の高木さん（田辺先生）
- 怪盗クイーンはサーカスがお好き（ジャン・ポール）
- THE FIRST SLAM DUNK（山王工業ベンチメンバー）

2023年
- クラユカバ（竹）
- 劇場版 PSYCHO-PASS サイコパス PROVIDENCE（パイロット）

### OVA
- 転生したらスライムだった件（2020年、部下C） - 漫画版第14 - 16巻OAD付き限定版

### Webアニメ
2010年代
- BROTHERHOOD FINAL FANTASY XV（2016年、露天店主、護衛）
- 異世界居酒屋〜古都アイテーリアの居酒屋のぶ〜（2018年、グレゴリウス、客）
- 紅き大魚の伝説（2018年）
- モンスターストライク（2018年 - 2019年、須戸育三、天使兵、騎士A、司令官、デーモン 他）

2020年代
- 日本沈没2020（2020年、風間優）
- ハレルヤ -運命の選択-（2020年、議員）
- 極主夫道（2021年、ヤクザC）
- 終末のワルキューレ（2021年 - 2023年、アレス、神々） - 2シリーズ
- BASTARD!! -暗黒の破壊神-（2023年、ブラド・キルス）
- トランスフォーマー ワイルドキング（2025年、メガトロン）

### ゲーム
2013年
- フェアリーフェンサー エフ

2014年
- モンスターストライク（2014年 - 2023年、オーディン、ゼウス、ドリアード、ドガフィール、ビゼラー、勝海舟、ジョン万次郎、西郷隆盛、トニー緑川 / モンストクローバー、カニ怪人 クラブロン、ドクター・ゾルゲ、デスアーク、V龍、オシリス、ベルゼブブ、百地三太夫、翠龍、サンタクロース、武蔵坊弁慶、源頼朝、シンドバッド、ダイヤのキング、トール、腐乱犬ビリー、アヴァロン、ゲンナイ、ブルドーザーヘル、気まぐれセクシーローラー、古き世界の終わり バベル、カラカラ帝、ジル・ド・レ、曹操、ドン・キホーテ、ブリアレーオ、死配人ムッシュ、モロク、なまはげ、信号鬼、柳生十兵衛、ナチョス、ペンシルベース、ロビン・フッド、美帝ジラフィーヌ、千夜一夜の英雄 アラジン、ゴルディ＆バルディ、聞仲、恋するダッキスト★紂王、ヤマタノオロチ、本多忠勝、ドヴォルザーク、カースルーム、アンソニー・D、トート、ファラオ、ユミル、ティグノス）

2015年
- アブナイ恋の捜査室〜Eternal Happiness〜（主人公の父、業平）
- 幻獣契約クリプトラクト（2015年 - 2023年、ダンタリオン、ハウザー、ゼノ）
- 新約アルカナスレイヤー
- 刻のイシュタリア（イヌガミ）

2016年
- 怪盗夜想曲〜ファントムノクターン〜（ブルーノ）
- クイズRPG 魔法使いと黒猫のウィズ（2016年 - 2018年、ザハール・サハロフ、ログオーズ、ロウゲン）
- 少女とドラゴン -幻獣契約クリプトラクト-（ハウザー）
- スターオーシャン:アナムネシス（ギディオン、ハインリヒ）
- セブンスダーク（ニザーム）
- 潜空のレコンキスタ（ブルータス）
- ソウルリバース ゼロ
- ナイトスリンガー（アグロ、ブルカノス）

2017年
- ヴァルキリーアナトミア -ジ・オリジン-（メルクリウス）
- PaniPani-パラレルニクスパンドラナイト-（鈴木正道寺）
- UNDER NIGHT IN-BIRTH（2017年 - 2025年、オーガ） - 3作品

2018年
- プリンセスコネクト！Re:Dive（店主）
- Caligula Overdose -カリギュラ オーバードーズ-
- アークザラッド R（エゴウ）
- アトリエオンライン 〜ブレセイルの錬金術士〜（ビルベリー）
- CRYSTAR -クライスタ-（南羽新志）

2019年
- ブラウンダスト（ルメン）
- ブラックスター -Theater Starless-（金剛）

2020年
- eBASEBALLパワフルプロ野球2020（ホールスアン4世）
- ドトコイ（神崎大河）
- キャプテン翼 RISE OF NEW CHAMPIONS（プレイヤーキャラクター）

2021年
- 探偵撲滅（魔界探偵）
- 悪魔執事と黒い猫（ミヤジ・オルディア）
- 千銃士:Rhodoknight（十手）

2022年
- 夢職人と忘れじの黒い妖精（ジェスター）
- Apex Legends（フェード） - Android・iOS版のみ

2023年
- キュービックスターズ（2023年 - 2024年、ロビン・フッド、オシリス）
- ストリートファイター6（市民）
- グランブルーファンタジー（ラドリア）

2024年
- ヘブンバーンズレッド（管理人、美也の父）
- 廻らぬ星のステラリウム（サルース）
- 百英雄伝 (カシウス）
- 東京ディバンカー（御堂亜嵐）
- 護縁（コンマ）
- ドラゴンクエストX 未来への扉とまどろみの少女 オンライン（ガズバラン神、ヒーゴ、怨念の邪竜）

2025年
- 餓狼伝説 City of the Wolves（サルバトーレ・ガナッチ）

### ドラマCD
- アイドルマスター シンデレラガールズ 「Treasure of Exploration」（2015年、スタッフ[73]）※テレビアニメ BD / DVD 第6巻 完全生産限定版特典ドラマCD
- ツキノ芸能プロダクション（2018年、数寄川零)
- FABULOUS NIGHT（2021年、社[74]）

### BLCD
2017年
- クラックスター（社員）
- ジャッカス！（横山）

2018年
- 山田と少年（先輩）
- 友達を口説く方法（山縣）
- テオ-THEO-（テオ父）

2019年
- 妖しの箱庭に浮かぶ月（服部）
- 黒か白か1（小菅）
  - 黒か白か2

2020年
- メメントスカーレット（仲束透）
- 高嶺の花は、散らされたい（2020年-2021年、連雀）※月刊ディアプラス20年11月付録
  - 高嶺の花は、散らされたい

- シャングリラの鳥（ウィル）
- イエスかノーか半分か2 世界の真ん中（錦戸、クルー1、スタッフ1）

2021年
- 24時間落ちないKISS（冨士峰勝男）
- 濡れトロ3P 大人のオモチャモニター 上・下（神代泉里）
- 残像スローモーション（土谷功緒）

2022年
- 宵宵モノローグ（土谷功緒）
- 愛しき人魚（クロ）

2023年
- 「男子高校生、はじめての」第16弾 発展途上な恋を踊れ（陸人）

2024年
- モンスターアンドゴースト１（戸純椿）
- フロウフルレメディ 上（2024年、小宮楓悟）
  - フロウフルレメディ 下

- ブラットテイマー／キング（灰簾アオハ）

### ラジオドラマ
※はWebラジオ番組。
- イマジナリ（2022年※、宍戸[76]）

### オーディオブック
- コーヒーが冷めないうちに（2016年[77]）
- この嘘がばれないうちに（2018年、朗読[78]）
- ピンポンラバー（2019年、茨城哲平[79]）
- 崩れる脳を抱きしめて（2019年、マスター[80]）
- 世界最強の魔王ですが誰も討伐しにきてくれないので、勇者育成機関に潜入することにしました。（2020年、モブ[81]）
- 七星のスバル（2020年、御門孝法[82]）
- とある飛空士への夜想曲 上巻・下巻（2021年、千々石武夫）
- 悪鬼のウイルス（2021年[83]）
- コワモテの巨人くんはフラグだけはたてるんです。（2021年、朗読、不々動悟老[84]）
- 犬と魔法のファンタジー（2021年、チタン骨砕[85]）
- 空飛ぶ卵の右舷砲 2巻（2022年、情報屋 ほか[86]）
- 公務員、中田忍の悪徳（2023年、中田忍[87]）
- 現実でラブコメできないとだれが決めた?（2023年、塩崎大輝ほか[88] / 2024年、マスター＋彩乃父[89]）

### デジタルコミック
- 予言のナユタ（2021年、店長[90]）

### 吹き替え

#### 映画
2010年
- リメンバー・ミー（レオ〈クリス・マッキニー〉）

2011年
- クレイグスリスト・キラー（フライ〈ジョシュア・クローズ〉）

2014年
- 新アリゲーター 新種襲来（ハンター 他）

2016年
- ソムニア -悪夢の少年-（ジョニー）
- マギー（トレント）

2017年
- WE ARE YOUR FRIENDS ウィー・アー・ユア・フレンズ（デヴィン）
- 西遊記2～妖怪の逆襲～（巨人）
- 猿の惑星: 聖戦記
- ブライト（ヒックス〈マット・ジェラルド〉）
- ヘイト・ユー・ギブ
- 僕のワンダフル・ライフ（刑事1）

2018年
- 君の名前で僕を呼んで（男子2）
- キングスマン:ゴールデン・サークル（酔っ払い1）
- シェイプ・オブ・ウォーター（放送）
- デッドプール2（バック）
- バトルランナー（ファイアーボール〈ジム・ブラウン〉）※VOD版
- バリー・シール/アメリカをはめた男（ウィンター）
- ハンターキラー 潜航せよ（マルティネリ〈ゼイン・ホルツ〉）
- ピーターラビット（ミスター・トッド）※機内版
- ランペイジ 巨獣大乱闘（テイラー）

2019年
- アリータ: バトル・エンジェル（センチュリアン）
- アンダーウォーター（ロドリゴ〈ママドゥ・アティエ〉）　
- アンダー・ザ・シルバーレイク
- グリーンブック（ボビー〈ヴォン・ルイス〉）
- ザ・プレデター（大型プレデター）
- トリプル・フロンティア（実況 他）
- マーベル・シネマティック・ユニバース
  - スパイダーマン:ファー・フロム・ホーム（ニュースアナ）
  - エターナルズ（若い男）
  - ドクター・ストレンジ/マルチバース・オブ・マッドネス（男性魔術師1）
  - ソー:ラブ&サンダー（男性監督）
  - ブラックパンサー/ワカンダ・フォーエバー（ジャクソン〈ジャッド・ワイルド〉）
  - アントマン&ワスプ:クアントマニア（カーン兵士副官）
  - マーベルズ（クリー戦士）
  - デッドプール&ウルヴァリン

- ボヘミアン・ラプソディ（ドイツ人記者）
- マッドマックス 怒りのデス・ロード（ウィンチマン）※ザ・シネマ版
- MEG ザ・モンスター（ウォール〈オラフル・ダッリ・オラフソン〉）
- ラスト・サマー -この夏の先に-

2020年
- この茫漠たる荒野で (トム・ファーリー〈クリント・オーベンチェイン〉)
- プロジェクト・パワー（男性客 他）
- マザーレス・ブルックリン（ジョージ）

2021年
- ある日どこかで（給仕長）※BSテレ東版
- キングスマン:ファースト・エージェント（アルトゥール・ツィンメルマン）
- ジェントルメン（プレスフィールド〈サミュエル・ウェスト〉）
- TENET テネット（スワット2）
- 密航者
- モータルコンバット（ビ・ハン / サブ・ゼロ〈ジョー・タスリム〉）

2022年
- グレイマン
- THE BATMAN-ザ・バットマン-
- ブラックアダム
- ランボー ラスト・ブラッド（エル・フラコ〈パスカシオ・ロペス〉）※BSテレ東版
- レジェンド・オブ・ドラゴン 鉄仮面と龍の秘宝（ジョニー〈イヴァン・コーチク〉）
- 我が名はヴェンデッタ

2023年
- エクソシスト3 ※Netflix版
- ジョン・ウィック:コンセクエンス（チディ〈マルコ・サロール〉）
- スパイキッズ:アルマゲドン（デヴリン〈D・J・コトローナ〉）
- 聖闘士星矢 The Beginning（ドクラテス）
- バービー（ダン〈レイ・フィアロン〉）
- ワイルド・スピード/ファイヤーブースト （ボブ、他）

2024年
- アクアマン/失われた王国（ニュース男1）
- インディ・ジョーンズと運命のダイヤル
- オペレーション・フォーチュン（JJ・デイヴィス〈バグジー・マローン〉）
- グレート・スクープ
- 運び屋（ロッカ〈ユージン・コルデロ〉）※BSテレ東版
- ファイブ・ナイツ・アット・フレディーズ（マイクの父〈ギャレット・ハインズ〉）
- ホーンテッドマンション
- フェラーリ（アルフォンソ・デ・ポルターゴ〈ガブリエル・レオーネ〉）
- ロードハウス/孤独の街（ベン・ブラント〈ビリー・マグヌッセン〉）

2025年
- ふたりで終わらせる/IT ENDS WITH US（ライル・キンケイド〈ジャスティン・バルドーニ〉）
- スーパーマン（ハパーソン〈スティーヴン・ブラックハート〉）

#### ドラマ
2017年
- ザ・シューター シーズン2〜3

2018年
- iゾンビ（ヴァンパイア・スティーヴ）
- 凍てつく楽園（クリストフェル）
- オルタード・カーボン（ディミトリ1〈ターモー・ペニケット〉）
- ギフテッド 新世代X-MEN誕生（フェイド）
- シェイムレス 俺たちに恥はない（ケイレブ）
- SUITS/スーツ（パルマー 他）
- ティーン・スパイ K.C.（ボス、エージェント1）
- NCIS:LA 〜極秘潜入捜査班
- ヒューマンズ（マックス）

2020年
- クイーンズ・ギャンビット（タウンズ〈ジェイコブ・フォーチューン＝ロイド〉）
- 神話クエスト:レイヴンズ・バンケット（ダン・ウィリアムズ、他）
- トゥループ・ゼロ-夜空に恋したガールスカウト-（ビッグエディ）
- ナルコス:メキシコ編 シーズン2

2021年
- ウィッチャー（コーエン〈ヤセン・アトゥール〉）
- カウボーイビバップ（サンティアゴ）
- マーベル・シネマティック・ユニバース
  - ファルコン&ウィンター・ソルジャー
  - ムーンナイト
  - ミズ・マーベル

2022年
- 今、私たちの学校は…
- ダーマー モンスター：ジェフリー・ダーマーの物語（ケネディ刑事、他）
- バイオハザード

2023年
- EXPO -爆発物処理班-
- キャッスル 〜ミステリー作家は事件がお好き
- ザ・キャプチャー 歪められた真実2（ヤン・ワンレイ〈ロブ・ヤン〉）
- ラブ・イズ・ブラインド 〜外見なんて関係ない?!〜 シーズン5（ウチェ）

2024年
- ザ・ボーイズ シーズン4（ジョー・“モンキー”・ケスラー〈ジェフリー・ディーン・モーガン〉）
- ツイステッド・メタル
- マスターズ・オブ・ザ・エアー

#### アニメ
- 紅き大魚の伝説
- 悪魔城ドラキュラ -キャッスルヴァニア-（吸血鬼の将軍2）
- 映画マイリトルポニー プリンセスの大冒険（眼帯の鳥）
- オーバー・ザ・ガーデンウォール（カエル 他[140]）
- きかんしゃトーマス（いたずら貨車[2]、テレンス、フリン〈代役〉、ビッグ・ミッキー、バルジー、ロレンツォ、バーニー、黒い機関車 他）※NHK版
  - きかんしゃトーマス トーマスのはじめて物語
  - きかんしゃトーマス チャオ!とんでうたってディスカバリー!!
  - きかんしゃトーマス おいでよ!未来の発明ショー!
- てのひらヒーロー アトミック・パペット（タイト・グリップ）
- 電脳ムシオヤジ（ブレッド・バロン）
- ドラゴンズドグマ
- トランスフォーマー アーススパーク（ホログラム[141]）
- バットマン:マントの戦士（ブルース・ウェイン / バットマン[142]）
- ハムスターとグレーテル（ハムスター）
- ピクルスとピーナッツ（レザー 他[143]）
- ボッタースナイクス&ガンブルズ（ガボ）
- モンスターズ・ワーク（ミスター・クラミハム）
- ヨウゼン（ヤオ[144]）
- ラチェット&クランク THE MOVIE（ズガガ兵、ブラーグ）
- レギュラーSHOW〜コリない2人〜（DVD、シーツ、モーリ）

### テレビ番組
- にっぽん!歴史鑑定（陸奥宗光の声）

### ボイスオーバー
- 先人たちの底力 知恵泉
- 日立 世界・ふしぎ発見!
- 最後通牒 〜結婚、それともさようなら?〜（ハンター）

### ラジオ
※はインターネット配信。
- infinit0ラジオ（2018年 - 2019年、ツキプロYoutubeチャンネル※）
- ツキプロ☆ナイト（2019年 - 2020年、超!A&G+※）
- 男前通信NEO「田所陽向がラジオやってやっタディ!」（2022年 - 、文化放送モバイルplus※）[145]

### PV
- 侯爵令嬢の借金執事 スペシャルPV（2020年、ナレーション[146]）

### 朗読劇
- 音楽朗読劇テアトルバージョン「レ・ミゼラブル」（2019年12月12日、サンシャイン劇場） - マリウス 役[147]
- 朗読劇「カラオケ行こ!」（2021年12月19日、ところざわサクラタウン ジャパンパビリオン ホールA） - 破門されたチンピラ 役[148]

## ディスコグラフィ

### キャラクターソング
| 発売日   | 商品名                                                       | 歌                                                 | 楽曲                                      | 備考                                                                     |
| 2019年   | 2019年                                                       | 2019年                                             | 2019年                                    | 2019年                                                                   |
| -------- | ------------------------------------------------------------ | -------------------------------------------------- | ----------------------------------------- | ------------------------------------------------------------------------ |
| 7月26日  | 0                                                            | infinit0                                           | 「0×0＝∞ -インフィニート-」               | Webラジオ『infinit0ラジオ』オープニングテーマ                            |
| 7月26日  | 0                                                            | infinit0                                           | 「Take it easy」                          | Webラジオ『infinit0ラジオ』エンディングテーマ                            |
| 7月26日  | 0                                                            | infinit0                                           | 「アドレナリンKISS」                      | キャラクターCD『infinit0』関連曲                                         |
| 10月25日 | 零のヒストリア                                               | 数寄川零（田所陽向）                               | 「零のヒストリア」                        | キャラクターCD『infinit0』関連曲                                         |
| 2020年   |                                                              |                                                    |                                           |                                                                          |
| 1月31日  | infinit0 Drama vol.1 とある夏の日                            | infinit0                                           | 「love music」                            | キャラクターCD『infinit0』関連曲                                         |
| 2月28日  | infinit0 Drama vol.2 花                                      | infinit0                                           | 「Unrequited flowers」                    | キャラクターCD『infinit0』関連曲                                         |
| 7月31日  | infinit0 Drama innovation                                    | infinit0                                           | 「Infini-Tribe」                          | キャラクターCD『infinit0』関連曲                                         |
| 8月28日  | ソラヲワタルカゼ                                             | infinit0                                           | 「ソラヲワタルカゼ」 「晴れ渡る空の下で」 | 舞台『TSUKIPRO STAGE キソセカイステージ:eins『ソラヲワタルカゼ』』主題歌 |
| 11月27日 | pioniX Xtory -起-                                            | pioniX                                             | 「SHINE FOR US」                          | キャラクターCD『pioniX』関連曲                                           |
| 12月25日 | pioniX Xtory -承-                                            | pioniX                                             | 「doubt」                                 | キャラクターCD『pioniX』関連曲                                           |
| 2021年   |                                                              |                                                    |                                           |                                                                          |
| 1月28日  | pioniX Xtory -転-                                            | pioniX                                             | 「キミへ」                                | キャラクターCD『pioniX』関連曲                                           |
| 2月26日  | pioniX Xtory -結-                                            | pioniX                                             | 「Ready to fly」                          | キャラクターCD『pioniX』関連曲                                           |
| 5月28日  | pioniX SEASONS 春惜しむ                                      | pioniX                                             | 「春風」                                  | キャラクターCD『pioniX』関連曲                                           |
| 7月28日  | ファビュラスナイト Host-Song Reservation -Violet- ネオバサラ | 皇麗夢（豊永利行）、社（田所陽向）、眠兎（堀江瞬） | 「RANCHiKi feat. CLUB NEO BASARA」        | 『ファビュラスナイト』関連曲                                             |
| 8月27日  | pioniX SEASONS 炎昼                                          | pioniX                                             | 「Glare Down」                            | キャラクターCD『pioniX』関連曲                                           |
| 11月26日 | pioniX SEASONS 天高し                                        | pioniX                                             | 「変身」                                  | キャラクターCD『pioniX』関連曲                                           |

### シリーズ一覧
1. ↑  第1期（2015年）、第2期『VSR』（2015年 - 2016年）、第3期『VSRF』（2016年 - 2017年）
2. ↑  第1期（2018年）、第2期『2』（2019年）、第3期『3』（2022年）
3. ↑  第1期（2018年）、第2期（2018年）
4. ↑  第一期（2018年）、第二期（2018年）、第三期（2020年）、第四期（2023年）
5. ↑  中・高校生編（2019年）、続・高校生編（2019年）
6. ↑  第1クール（2019年）、第2クール（2019年）
7. ↑  第1期（2019年）、第2期『ぼくたちは勉強ができない！』（2019年）
8. ↑  第1期（2020年）、第2期『みっくす！』（2021年）
9. ↑  第1クール（2020年）、第2クール（2021年）
10. ↑  第1シリーズ（2021年）、第2シリーズ（2022年）
11. ↑  第1期（2021年 - 2022年）、第2期『勇気の宝箱』（2023年）
12. ↑  第1クール（2023年）、第2クール（2023年）
13. ↑  『殿と犬〜わんわん!〜』『殿と犬〜ぽてぽて!〜』『殿と犬〜くんくん!〜』『殿と犬〜もふもふ!〜』
14. ↑  第1期（2021年）、第2期『II』（2023年）
15. ↑  『Exe:Late[st]』（2017年） - 家庭用版、『Exe:Late[cl-r]』（2020年）、『Ⅱ Sys:Celes』（2025年） - DLC追加キャラクター

### ユニットメンバー
1. 1 2  数寄川零（田所陽向）、御風呂庵（千葉瑞己）
2. 1 2 3  数寄川零（田所陽向）、御風呂庵（千葉瑞己）、天城士欧（中島ヨシキ）、羽柴玄尉（住谷哲栄）